# Katedra muzikologie Filozofické fakulty Univerzity Palackého

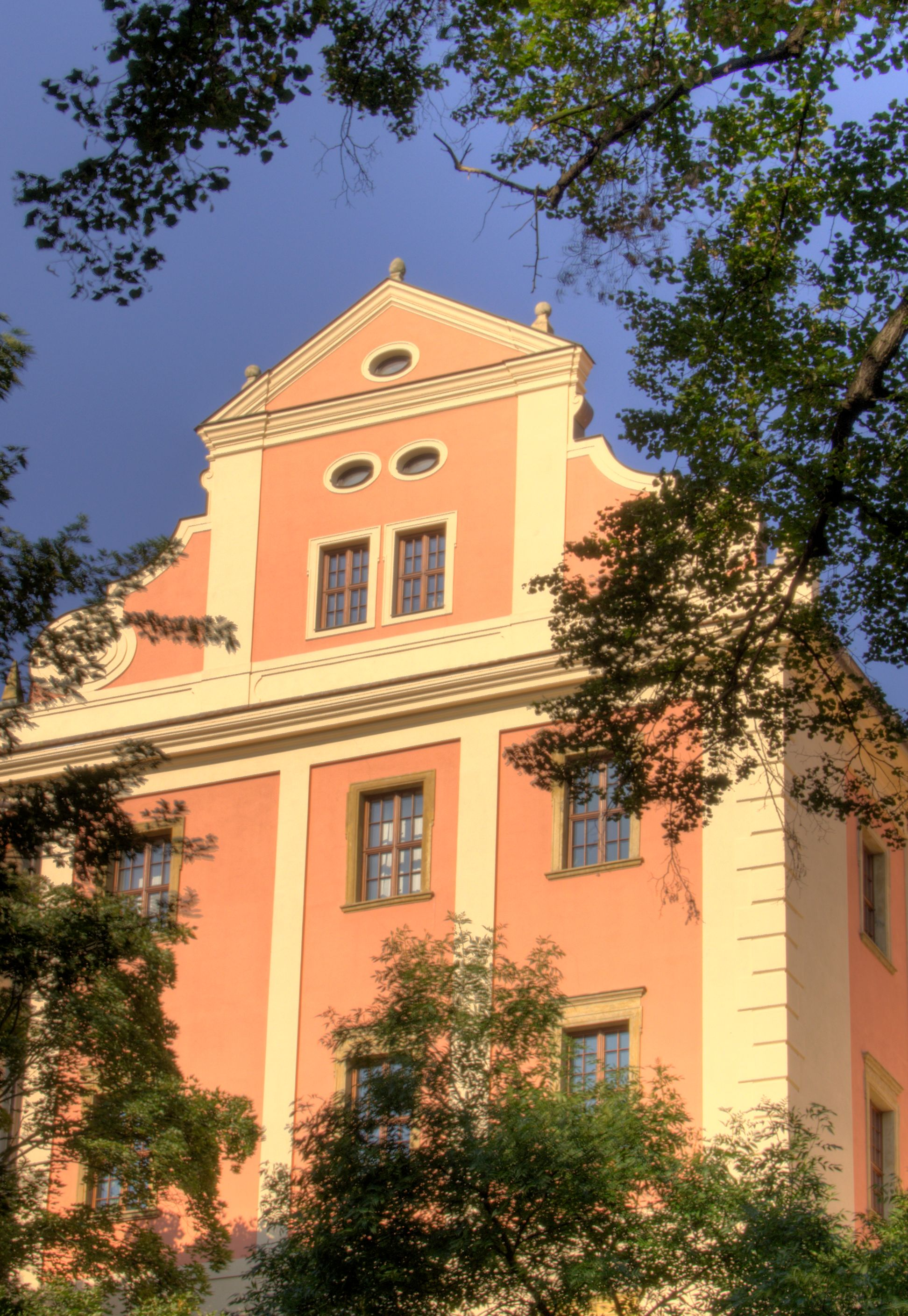
Průčelí Uměleckého centra Univerzity Palackého v Olomouci, ve kterém sídlí tři uměnovědné katedry filozofické fakulty (včetně Katedry muzikologie) a dvě uměnovýchovné katedry fakulty pedagogické. Budova byla původně Jezuitským konviktem.

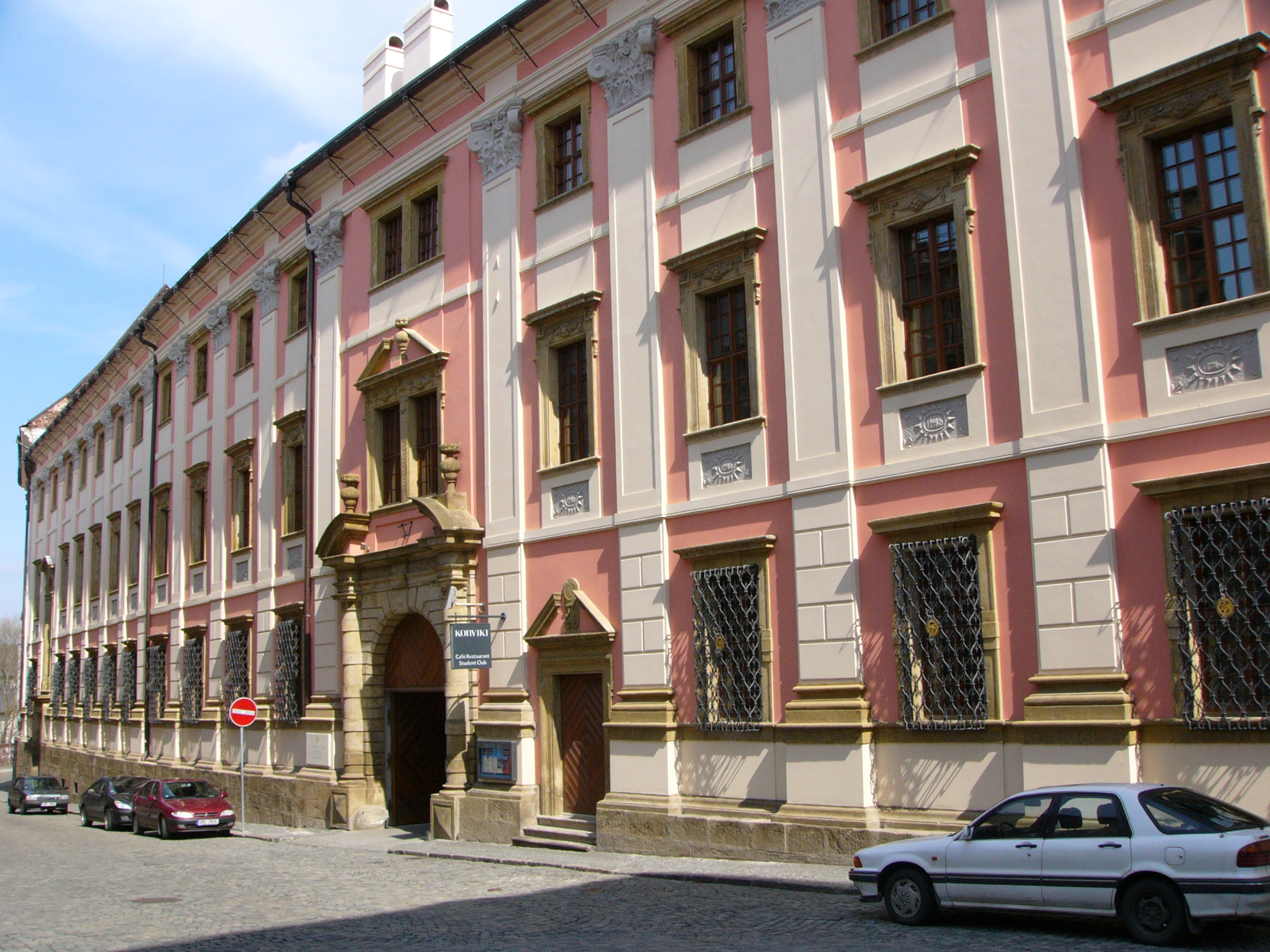
Budova Uměleckého centra, pohled z ulice

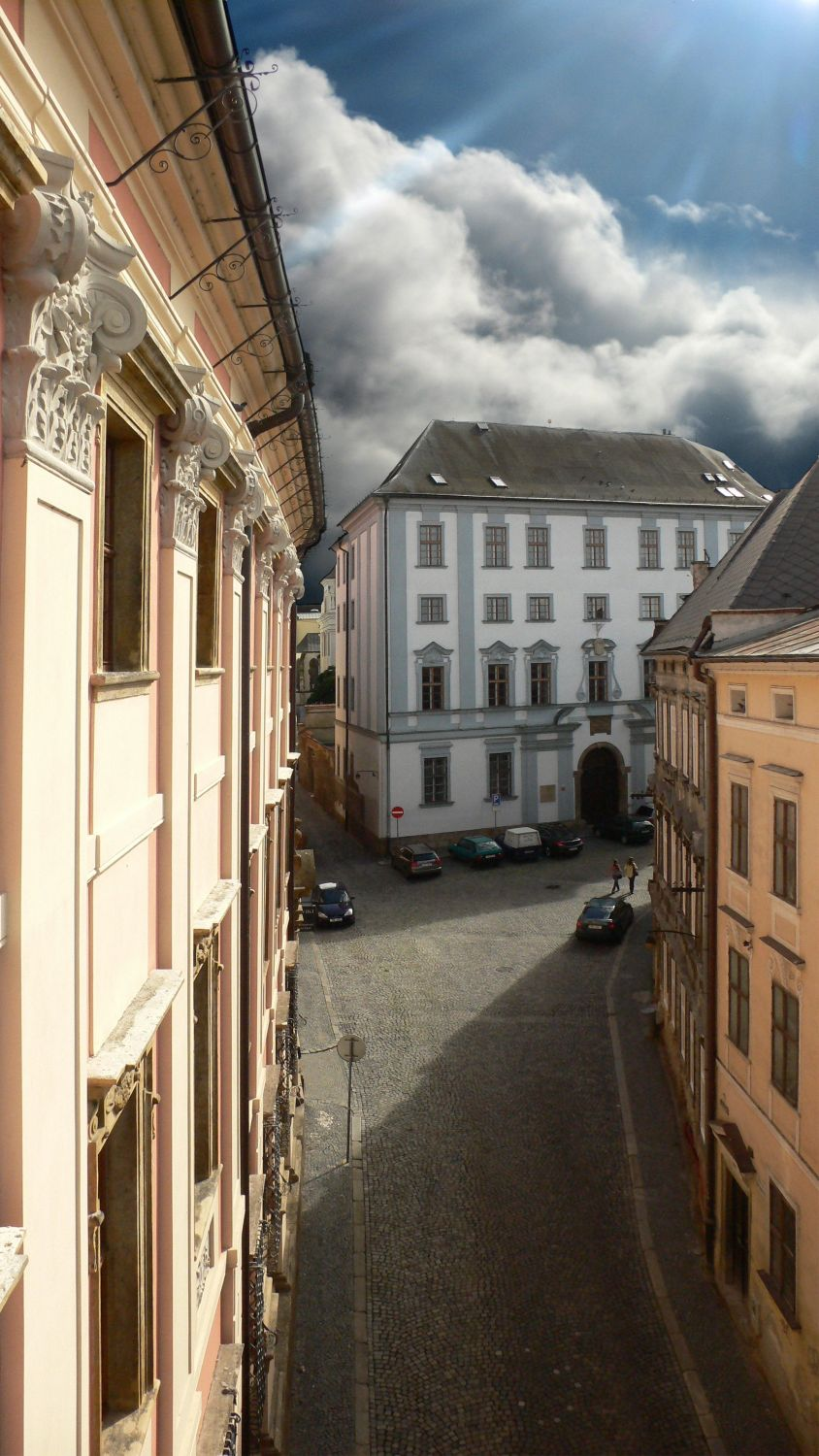
Pohled do ulice z Uměleckého centra (vlevo), uprostřed je budova Cyrilometodějské teologické fakulty z roku 1675

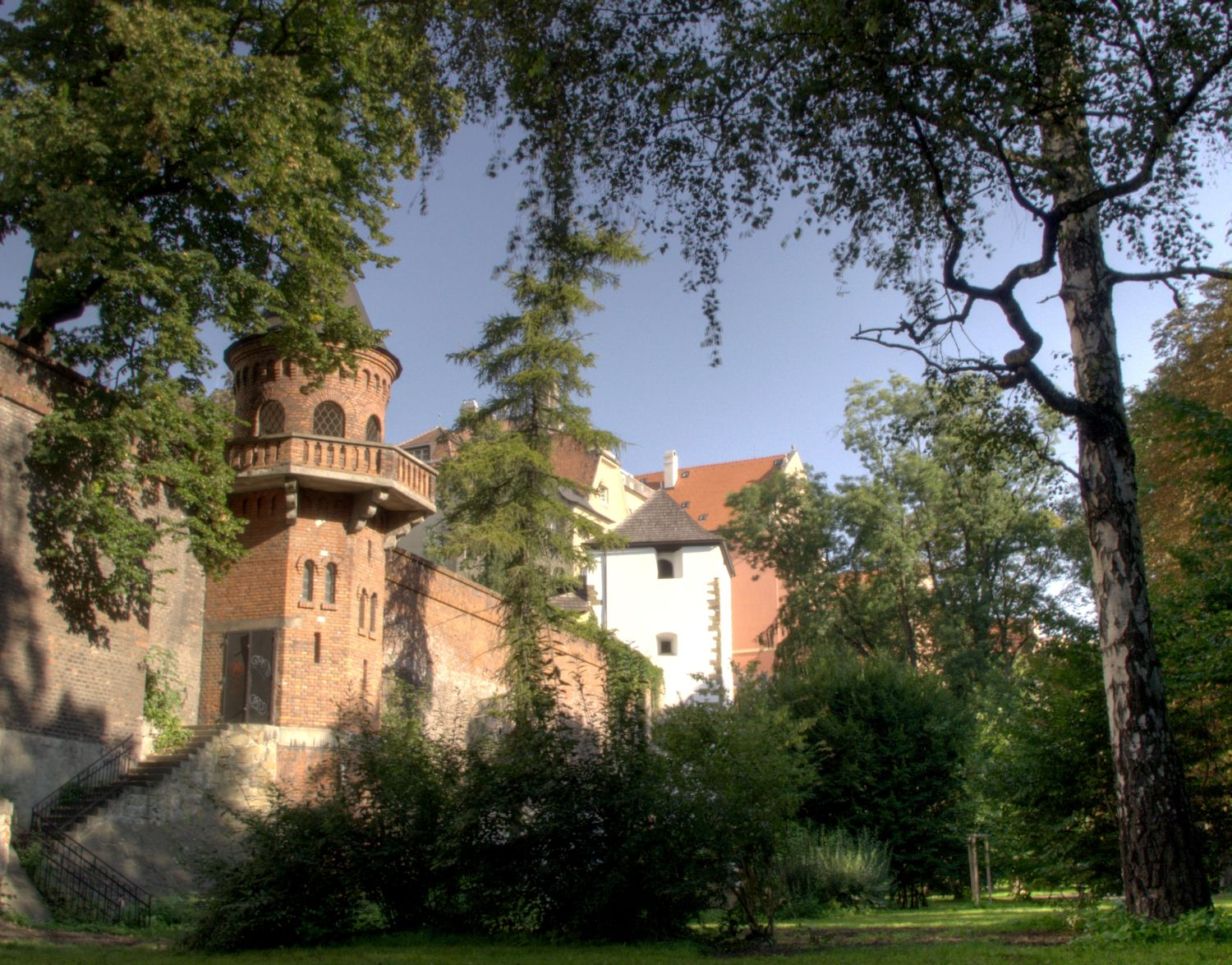
Budova Uměleckého centra se nachází na vrcholku městských hradeb

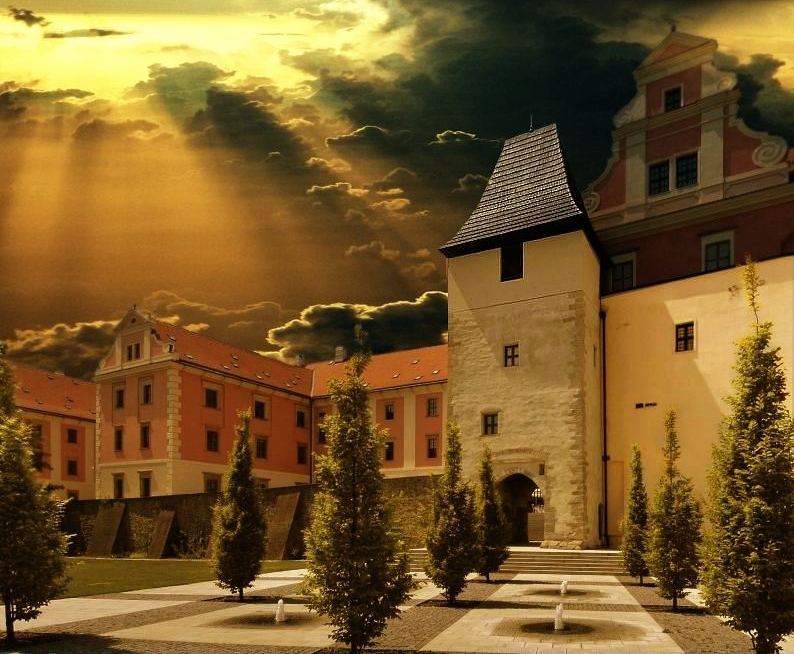
Spodní nádvoří Uměleckého centra s "Židovskou brankou", která je původní součástí opevnění

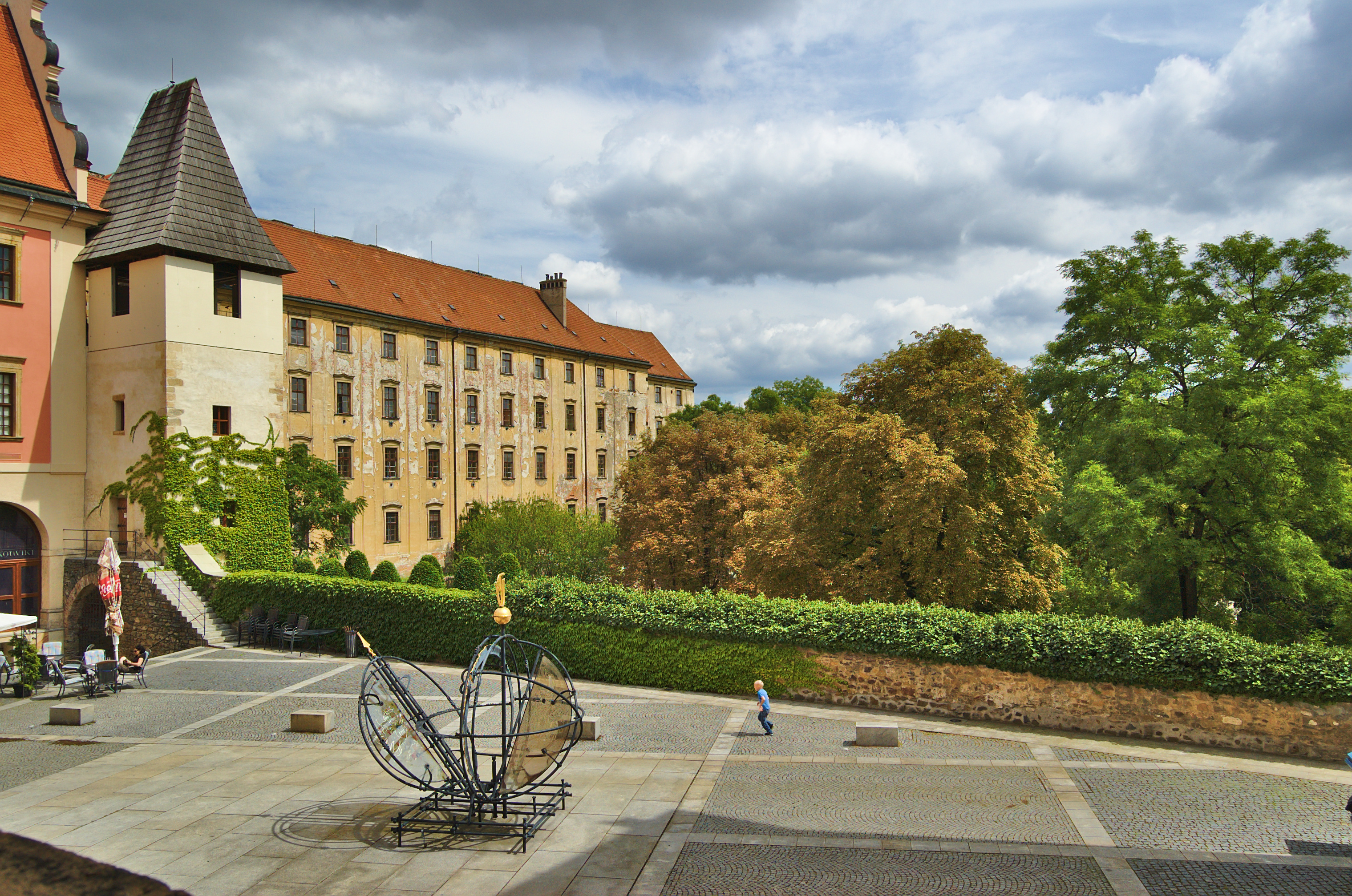
Horní nádvoří

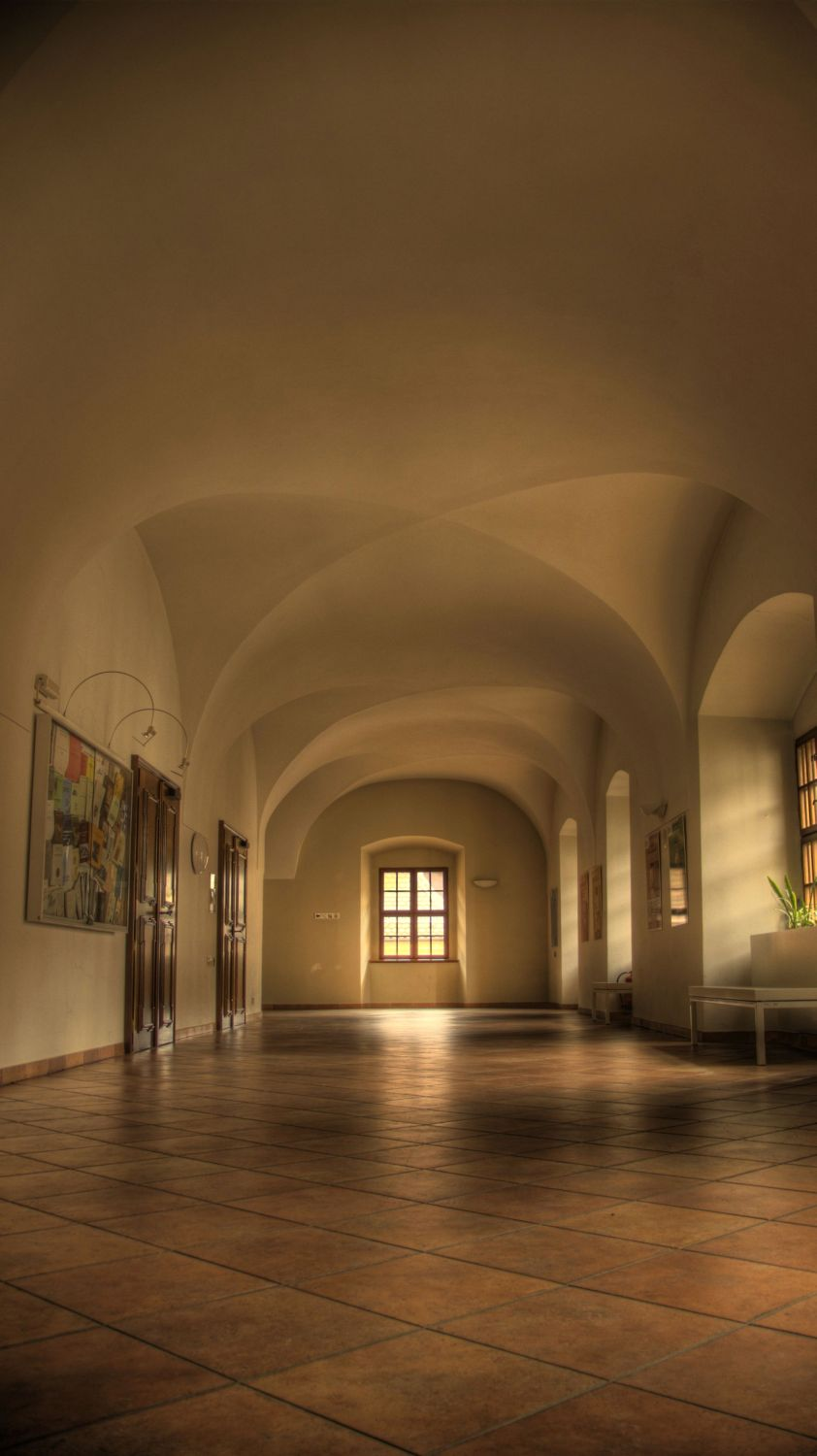

Katedra muzikologie Filozofické fakulty Univerzity Palackého v Olomouci je třetí nejstarší institucí v České republice,[zdroj⁠?!] která se soustavně věnuje výzkumu a nabízí vzdělání v oblasti muzikologie (hudební vědy) a uměnovědných studií. Zatímco Filozofická fakulta od svého založení v roce 1576 poskytla vzdělání celé řadě teoretiků umění, historie samostatné Katedry muzikologie se datuje od roku 1946.

## Historie
Prameny hudební tradice na Univerzitě v Olomouci sahají až k datu jejího vzniku v roce 1573. S olomouckým prostředím byl spojen život mnoha významných hudebníků (Jacobus Gallus, Wolfgang Amadeus Mozart, Antonín Dvořák, Gustav Mahler, Jan Kubelík, Ema Destinnová, kteří všichni strávili část života v Olomouci). Přímo mezi absolventy olomoucké univerzity je jak celá řada významných teoretiků umění, (např. Karel Slavíček, autor pojednání o čínské hudbě z první poloviny 18. století, hudební historik Raphael Georg Kiesewetter nebo Rudolf Eitelberger von Edelberg, zakladatel Vídeňské školy dějin umění), tak i mnoho významných skladatelů (např. Pavel Vranický, Arnošt Förchtgott, Pavel Křížkovský, Eduard Schön či Emil Viklický).
Za samotný akt založení Katedry muzikologie se považuje datum 20. 9. 1946, kdy byl na Filozofické fakultě zásluhou Roberta Smetany (1904-1988) otevřen Ústav pro hudební vědu a výchovu. V letech 1972 až 1980 byl ústav veden Smetanovým žákem Vladimírem Hudcem (1929 – 2003). Na základě rozhodnutí Ministerstva školství byl dne 1. června roku 1980 Ústav pro hudební vědu a výchovu Filozofické fakulty sloučen s Katedrou hudební výchovy Pedagogické fakulty. Setkání absolventů hudební vědy dne 10. června 1989 vedlo po obnovení Katedry věd o umění Jiřím Stýskalem v roce 1990 také k znovuoživení samostatné Katedry muzikologie na Filozofické fakultě k 1. září 1992. Vedoucím znovuobnovené katedry se stal Jan Vičar (*1949), který se na této pozici pravidelně střídal s Ivanem Poledňákem (1931 – 2009). Od roku 2012 je vedoucím katedry Lenka Křupková (*1970).

## Personální obsazení

### Bývalí členové a absolventi
Na Katedře muzikologie FF UP (respektive Ústavu pro hudební vědu a výchovu) působilo značné množství odborníků: Robert Smetana, Vladimír Hudec, Vladimír Gregor, František Kratochvíl, Libor Melkus, Gustav Pivoňka, Josef Schreiber, Luděk Zenkl, Pavel Čotek, Ivan Poledňák, Mikuláš Bek, Miroslav K. Černý, Jiří Fukač, Jaroslav Jiránek, Václav Kučera, Stanislav Tesař, Vladimír Tichý, Jiří Sehnal, Miloš Štědroň, Vlastislav Matoušek.
Charakter a vývoj české hudební kultury ovlivnila také řada absolventů Katedry muzikologie FF UP (např. Leo Jehne, Michal Chrobák, Jan Kapusta, Pavel Klapil, Jiří Pavlica, Stanislav Pecháček).

### Současní členové katedry (2014)
- Doc. PhDr. Lenka Křupková, Ph.D. (vedoucí katedry, garant oboru muzikologie)
- Mgr. et Mgr. Martina Stratilková, Ph.D. (zástupce vedoucí katedry, odborný asistent)
- Mgr. Petr Lyko, Ph.D. (vědecký tajemník, odborný asistent)
- Mgr. Jan Blüml, Ph.D. (tajemník katedry, odborný asistent)
- Prof. PhDr. Jan Vičar, CSc. (profesor)
- Prof. PhDr. Alena Burešová, CSc. (emeritní profesor)
- Prof. PhDr. Jiří Sehnal, CSc. (emeritní profesor)
- Doc. PhDr. Jiří Kopecký, Ph.D. (docent)
- Doc. PhDr. Eva Vičarová, Ph.D. (docent, garant oboru Uměnovědná studia)
- MgA. Marek Keprt, Ph.D. (odborný asistent)
- PhDr. Ingrid Silná, Ph.D. (odborný asistent)
- Mgr. Alice Ondrejková, Ph.D. (vědecký pracovník)

## Aktivity
Široké škále aktivit rozvíjených na Katedře muzikologie dominuje vědecká a výzkumná činnost. Důležitou složkou vědeckého života jsou konference, na kterých jsou prezentovány aktuální výstupy jednotlivých badatelských projektů. Katedra ve své historii organizovala, popřípadě se podílela na organizaci mnoha konferencí. Z dějin „starého“ Ústavu pro hudební vědu a výchovu je přikládán jistý význam konferencím Václavkova Olomouc (pojmenovaných dle Bedřicha Václavka) a konferencím o hudební výchově a hudební sociologii probíhajících v šedesátých letech minulého století. V „moderní“ historii Katedry muzikologie FF UP se stalo tradicí pořádat pravidelně jednou do roka (koncem podzimu) konferenci věnovanou dlouhodobým výzkumným záměrům katedry (v současnosti pod názvem Hudba v Olomouci a na Střední Moravě, v minulosti například Kritické edice hudebních památek). Katedra se však podílí také na organizaci nepravidelných konferencí, veřejných přednášek a seminářů (v roce 2010 například konference Zdeněk Fibich, středoevropský skladatel konce 19. století).
Pozornost výzkumných a vědeckých pracovníků se soustřeďuje na hudební regionalistiku, kritiku a edici hudebních pramenů, varhanářství a realizaci monografií o významných postavách hudebního světa. Výzkumné projekty doktorandů přinášejí také další tematické okruhy (Jazz, Art Rock, filmová hudba, analýzy klavírních skladeb, apod.). 
Z grantových projektů, do kterých byla Katedra zapojena, patří:
- Korespondence Vítězslava Nováka v letech 1890-1905 (2001/2004 – projekt GAČRu, řešitelka Lenka Křupková)
- Příprava kombinovaného studia muzikologie (2004/2005 – rozvojový projekt MŠMT, řešitelka Lenka Křupková)
- FRVŠ 2005 (řešitel Ivan Poledňák)
- Korespondence Vítězslava Nováka v letech 1906-1949 (2006/2007 – projekt GAČRu, řešitelka Lenka Křupková)
- Příprava programu Uměnovědná studia (2007 – rozvojový projekt MŠMT, řešitelka Lenka Křupková)
- Opery Zdeňka Fibicha z devadesátých let 19. století (2008 – projekt GAČRu, řešitel Jiří Kopecký)
- Morava a svět: Umění v otevřeném multikulturním prostoru (Výzkumný záměr MŠMT 2007-2013).

S vědeckou a výzkumnou činností úzce souvisí také spolupráce se zahraničními subjekty. V letech 1995-1998 byla Katedra muzikologie zapojena do programu Music Media Training Programme For the Czech Republic. Mezi roky 1997 a 2001 členové katedry spolupracovali na mezinárodním výzkumu v rámci projektu Musical Life in Europe, 1600-1900. Od roku 1997 katedra spolupracuje se Saint Cloud State University na projektu výměnných studijních pobytů Art and Music in the Czech Republic.
V rámci různých školících a výzkumných projektů navázala Katedra muzikologie spolupráci s řadou zahraničních univerzit:
- Royal Holloway College of University of London in Egham
- University of Bristol
- University of Durham
- Kobenhavn Universitet
- Hochschule für Musik und Darstellende Kunst in Wien
- Universität Wien
- Humboldt-Universität zu Berlin
- University in Belfort
- National University of Ireland in Maynooth

Na Katedře působila také řada zahraničních výzkumných a pedagogických pracovníků (např. Ph.D. Charles Ansbacher, Prof. Dr. Michael Beckerman – University of S. Barbara; Greg Hurworth, Ph.D. – Monash University; Prof. Ph.D. Thomas Christensen – University of Iowa; Prof. Dr. Jobst Fricke – Universität Köln/Rhein; Prof. Ph.D. Kenton Frohrip – St. Cloud State University; Prof. Dr. David Levy – Wake Forest University; Prof. Ph.D. Graham Melville-Mason – BBC; Ph.D. Scott L. Miller – St. Cloud State University; Prof. Ph.D. Christopher Shultis – University of New Mexico; a další).
V oblasti vysokoškolského studia nabízí Katedra muzikologie komplexní vzdělání na všech akademických stupních v oboru muzikologie a na bakalářském stupni v oboru uměnovědná studia.
Katedra také organizuje pravidelné koncerty, veřejné přednášky a semináře. Od roku 2009 pořádá mezinárodní festival soudobé hudby MusicOlomouc.

## Prostory
Původně sídlila Katedra muzikologie FF UP v prvním patře rektorátu Filozofické fakulty Univerzity Palackého v Olomouci na Křížkovského ulici (součástí Ústavu pro hudební vědu a výchovu byl také filmový sál, kde v roce 1949 vzniklo Divadlo hudby). V roce 2002 získala nové prostory v druhém patře nově zrekonstruovaného bývalého jezuitského konviktu na Univerzitní ulici. Katedra spravuje celkem 16 pracoven (počítačovou laboratoř, dvě velké a jednu malou posluchárnu, tři zvukotěsná studia, knihovnu a archiv, kapli a další kancelářské a pracovní místnosti).

## Publikační činnost

### monografie
- Bek, Mikuláš: Vybrané problémy hudební sociologie. 1. vyd. Olomouc. Vydavatelství Univerzity Palackého 1993. 96 s. ISBN 80-7067-318-4
- Burešová, Alena: Pavel Bořkovec. Olomouc. Votobia 1995, 224 s. ISBN 80-85885-36-0
- Burešová, Alena: Cantus Iuventutis. 1. vyd. Olomouc. Vydavatelství Univerzity Palackého 2002. 140 s. ISBN 80-244-0437-0
- Černý, Miroslav K.: Hudba antických kultur. 1. vyd. Olomouc. Vydavatelství Univerzity Palackého 1995. 181 s. ISBN 80-7067-487-3
- Černý, Miroslav K.: Kapitoly z metodologie hudební vědy. 1. vyd. Olomouc. Vydavatelství Univerzity Palackého 1998. 103 s. ISBN 80-7067-914-X
- Černý, Miroslav K.: Nástin vývoje symfonie. 1. vyd. Olomouc. Vydavatelství Univerzity Palackého 2002.
- Dohnalová, Lenka: Estetické modely evropské elektroakustické hudby a elektroakustická hudba v ČR. Praha Univerzita Karlova: Pedagogická fakulta 2001. 234 s. ISBN 80-7290-047-1
- Havelka, František: Muzikolog a počítač (Úvod do studia počítačové editace hudby). Olomouc. Vydavatelství Univerzity Palackého 1998. 120 s. ISBN 80-7067-903-4
- Hudec, Vladimír: Zdeněk Fibich. Tematický katalog. Editio Bärenreiter, Praha, 2001, 850 s., ISBN 80-86385-10-8
- Jiránek, Jaroslav: Hudební sémantika a sémiotika. 1. vyd. Olomouc. Vydavatelství Univerzity Palackého 1996. 139 s. ISBN 80-7067-649-3
- Jiránek, Jaroslav: Zdeněk Fibich. Druhé, přepracované vyd. Praha. AMU 2000. 307 s. ISBN 80-85883-51-1
- Jurková, Zuzana: Kapitoly o mimoevropské hudbě. 1. vyd. Olomouc. Vydavatelství Univerzity Palackého 1996, 73 s. ISBN 80-7067-598-5. Druhé, doplněné a opravené vydání Olomouc, Vydavatelství Univerzity Palackého, 2001. 107 s. ISBN 80-244-0302-1.
- Křupková, Lenka: Studie ze života a díla Vítězslava Nováka. 1. vyd. Olomouc. Vydavatelství Univerzity Palackého 2006, 224 s. ISBN 80-244-1537-2.
- Navrátil, Miloslav Dějiny hudby. Přehled evropských dějin hudby (rozšířené vydání). Olomouc. Votobia 2003. 367 s. ISBN 80-7220-143-3
- Poledňák, Ivan; Fukač, Jiří: Úvod do studia hudební vědy. Olomouc. Vydavatelství Univerzity Palackého 1995. 146 s. ISBN 80-7067-496-2. Druhé, doplněné a opravené vydání Olomouc, Vydavatelství Univerzity Palackého, 2001. 260 s. ISBN 80-244-0285-8.
- Poledňák, Ivan: Úvod do problematiky hudby jazzového okruhu. Olomouc. Vydavatelství Univerzity Palackého 2000. 231 s. ISBN 80-244-0180-0
- Poledňák, Ivan: Vášeň rozumu. Skladatel Jan Klusák – člověk, osobnost, tvůrce. Olomouc. Vydavatelství Univerzity Palackého 2004. 414 s. ISBN 80-244-0932-1
- Poledňák, Ivan et ali: Proměny hudby v měnícím se světě. Olomouc. Vydavatelství Univerzity Palackého 2007. 352 s. ISBN 978-80-244-1809-4
- Sehnal, Jiří: Pavel Josef Vejvanovký a biskupská kapela v Kroměříži. Kroměříž, Muzeum Kroměřížska 1993. 112 s. ISBN 80-900031-2-5.
- Sehnal, Jiří: Musik des 17. Jahrhunderts und Pavel Vejvanovský. Red. J. Sehnal. Brno 1994. ISBN 80-7028-066-2.
- Sehnal, Jiří: Caroli de Liechtenstein – Castelcorno episcopi Olomucensis operum artis musicae collectio Cremsirii reservata. Composuerunt Sehnal J. et Pešková J. Pragae 1998. 979 s. Artis musicae antiquioris catalogorum series Vol. V/1 – 2. ISBN 80-7050-292-4, ISBN 80-7058-341-X.
- Sehnal, Jiří: Barokní varhanářství na Moravě. Díl 1. Varhanáři. Brno 2003. 171 s., ISBN 80-7275-042-9
- Sehnal, Jiří: Barokní varhanářství na Moravě. Díl II. Varhany. Brno 2004, 293 s., ISBN 80-244-0887-2
- Sehnal, Jiří; Vysloužil, Jiří: Dějiny hudby na Moravě. Vlastivěda moravská – nová řada, sv. 12. Brno 2001. 311 s. ISBN 80-7275-021-6
- Vičarová, Eva: Rakouská vojenská hudba v 19. století a Olomouc. Univerzita Palackého v Olomouci, Olomouc 2002. 178 s. ISBN 80-244-0401-X
- Vičar, Jan: Hudební kritika a popularizace hudby. 1. vyd. Praha, Filozofická fakulta Univerzity Karlovy – Koniasch Latin Press 1997. 184 s. ISBN 80-85917-27-0
- Vičar, Jan: Imprints: Essays on Czech Music and Aesthetics. Vydavatelství Univerzity Palackého Olomouc (ISBN 80-244-0989-5), Togga Praha (ISBN 80-903589-0-X), 2005. 251 s.
- Vičar, Jan; Dykast, Roman Hudební estetika. Praha. Akademie múzických umění 1998. 184 s. ISBN 80-85883-30-9 spisem Jiřího Sehnala Varhany na Moravě.

### edice pramenů sestavené členy katedry
- Křupková, Lenka Korespondence Vítězslava Nováka v letech 1890-1905. Elektronická edice korespondence. In: http://www.musicologica.cz 2004
- Sehnal, Jiří Heinrich Ignaz Franz Biber: Instrumentalwerke handschriftlicher Überlieferung, Graz 1997, IX, 116 S. DTÖ 151.
- Sehnal, Jiří Adam Michna z Otradovic: Svatoroční muzika. Praha 2001. AMC Vol. 5
- Sehnal, Jiří Heinrich Ignaz Franz Biber: Ausgewählte Werke 2. Salzburg 2001. XVI, 76 s. DMS Bd. 10
- Sehnal, Jiří Adam Michna z Otradovic: Officium Vespertinum – Psalmi 1. Praha 2003. AMC Vol. 6
- Sehnal, Jiří Adam Michna z Otradovic: Officium Vespertinum – Psalmi 2. Praha 2003. AMC Vol. 7
- Sehnal, Jiří; Vičar, Jan et ali: Philipp Jakob Rittler: Requiem Claudiae Imperatricis. Olomouc 1998. ISMN: M-706513-02-7
- Sehnal, Jiří; Bělský, Vratislav: Adam Michna z Otradovic: Officium Vespertinum – Compositiones ad honorem B.M.V. – Falsi burdoni. Editio Bärenreiter 2004. 15, 58 stran, Adam Michna z Otradovic, Compositiones vol. 8 ISMN: M-2601-0300-9.
- Silná, Ingrid Francesco Carlo Müller: Messa in A di Dominica pro tempore Nativitatis vel alio. Olomouc 2007. ISBN 978-80-244-1706-6.

### sborníky
- Kritické edice hudebních památek (Critical Editions of Musical Documents; ed. Jan Vičar a Alena Burešová). Olomouc, Vydavatelství Univerzity Palackého 1996. 172 s. (ISBN 80-7067-618-3)
- Kritické edice hudebních památek II (Critical Editions of Musical Documents II; ed. Jan Vičar a Božena Felgrová). Olomouc, Vydavatelství Univerzity Palackého 1998. 233 s. (ISBN 80-7067-879-8)
- Kritické edice hudebních památek III. Korespondence jako muzikologický pramen a problém (Critical Editions of Musical Documents III; editor Stanislav Tesař). Olomouc, Vydavatelství Univerzity Palackého 1999. 166 s. (ISBN 80-7067-967-0)
- Kritické edice hudebních památek IV. Digitalizace památek – metoda jejich ochrany a prezentace? Katalogizace jako teoretický a praktický problém muzikologické dokumentace. (Critical Editions of Musical Documents IV; editor Stanislav Tesař). Masarykova univerzita v Brně a Univerzita Palackého v Olomouci. Olomouc 2001. 194 s. (ISBN 80-210-2710-X; ISBN 80-244-0348-X)
- Kritické edice hudebních památek V. Varhany a jejich funkce v Čechách a na Moravě 1600-2000. In honorem Jiří Sehnal.(Critical Editions of Musical Documents V; editor Jan Vičar). Olomouc, Vydavatelství Univerzity Palackého 2003. 171 s. (ISBN 80-244-0610-1)
- Kritické edice hudebních památek VI. Hudba v Olomouci – historie a současnost I. In honorem Pavel Čotek. (Critical Editions of Musical Documents VI; editor Eva Vičarová). Olomouc, Vydavatelství Univerzity Palackého 2003. 170 s. (ISBN 80-244-0671-3)
- Kritické edice hudebních památek VII. Hudba v Olomouci – historie a současnost II. In honorem Robert Smetana. (Critical Editions of Musical Documents VII; editor Alena Burešová). Olomouc, Vydavatelství Univerzity Palackého 2004. 400 s. (ISBN 80-210-2710-X; ISBN 80-244-0348-X)
- Musicologica Olomucensia I (editor Jan Vičar). Acta Universitatis Palackianae Olomucensis Facultas Philosophica, Philosophica – Aesthetica 12. Olomouc, Vydavatelství Univerzity Palackého (Palacký University Publishers), 1993. 146 s. (ISBN 80-7067-222-6)
- Musicologica Olomucensia II (editor Jan Vičar). Acta Universitatis Palackianae Olomucensis Philosophica, Philosophica – Aesthetica 14. Olomouc, Vydavatelství Univerzity Palackého 1995. 142 s. (ISBN 80-7067-621-3)
- Musicologica Olomucensia III. In honorem Jaroslav Jiránek (ed. Jan Vičar a Lenka Křupková). Acta Universitatis Palackianae Olomucensis Facultas Philosophica, Philosophica-Aesthetica 15. Olomouc, Vydavatelství Univerzity Palackého 1997. 180 s. (ISBN 80-7067-743-0)
- Musicologica Olomucensia IV. De consortiis musicis et musicorum musicaeque in Bohemia Moraviaque circulatione 1600-1900 – fontium litterarumque status (Musical Institutions and the Circulation of Music and Musicians in Bohemia and Moravia, 1600-1900 – the State of the Sources and the Current Literature) (ed. Jan Vičar a Eva Slavíčková). Acta Universitatis Palackianae Olomucensis Facultas Philosophica, Philosophica-Aesthetica 17. Olomouc, Vydavatelství Univerzity Palackého 1998. 230 s. (ISBN 80-7067-881-X)
- Musicologica Olomucensia V (ed. Ivan Poledňák a Helena Chaloupková). Acta Universitatis Palackianae Olomucensis, Facultas Philosophica, Philosophica-Aesthetica 19., 2000, 222 s. (ISBN 80-244-0068-5 ; ISSN 1212-1193)
- Musicologica Olomucensia VI. In honorem Ivan Poledňák (ed. Jan Vičar a František Havelka). Acta Universitatis Palackianae Olomucensis Facultas Philosophica, Philosophica-Aesthetica 20 – 2001, 264 s. (ISBN 80-244-0491-5 ; ISSN 1212-1193)
- Musicologica Olomucensia VII. (ed. Paul Christiansen). Acta Universitatis Palackianae Olomucensis

Facultas Philosophica, Philosophica-Aesthetica 28 – 2005, 147 s. (ISBN 80-244-1055-9 ; ISSN 1212-1193)
- Musicologica Olomucensia VIII. (ed. Jiří Kopecký). Acta Universitatis Palackianae Olomucensis

Facultas Philosophica, Philosophica-Aesthetica 31 – 2006, 236 s. (ISBN 80-244-1378-7 ; ISSN 1212-1193)
- Musicologica Olomucensia IX. In honorem Ivan Poledňák (ed. Lenka Křupková). Acta Universitatis Palackianae Olomucensis Facultas Philosophica, Philosophica-Aesthetica 33 – 2007, 274 s. (ISBN 978-80-244-1716-5; ISSN 1212-1193) Hudba v Olomuci a na střední Moravě I. In memoriam Vladimír Hudec (ed. Eva Vičarová). Olomouc. Vydavatelství Univerzity Palackého 2007. 337 s., (ISBN 978-80-244-1763-9) součástí publikace je hudební DVD

## Fotogalerie

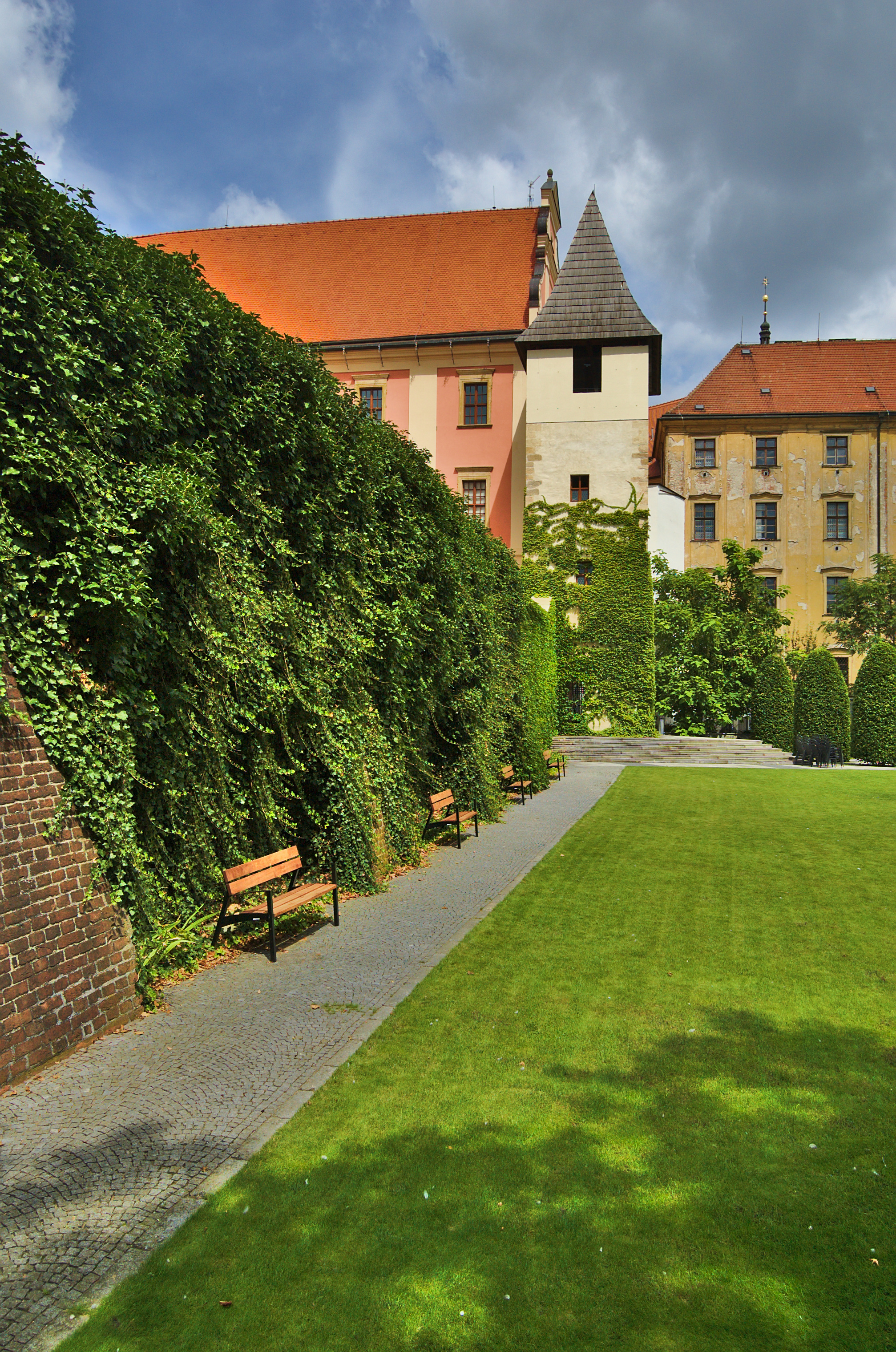
Židovská branka
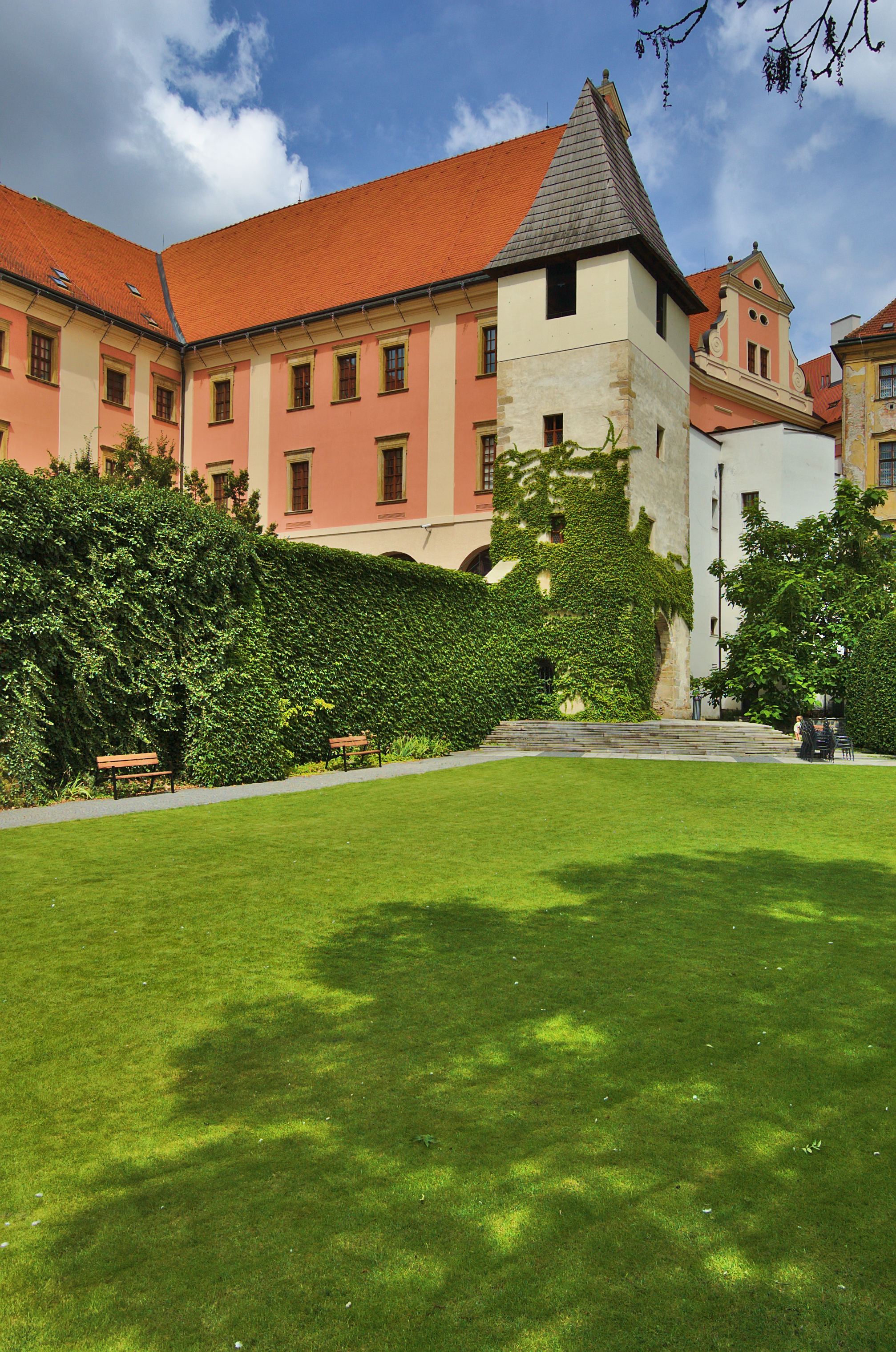
Budova katedry s Židovskou brankou
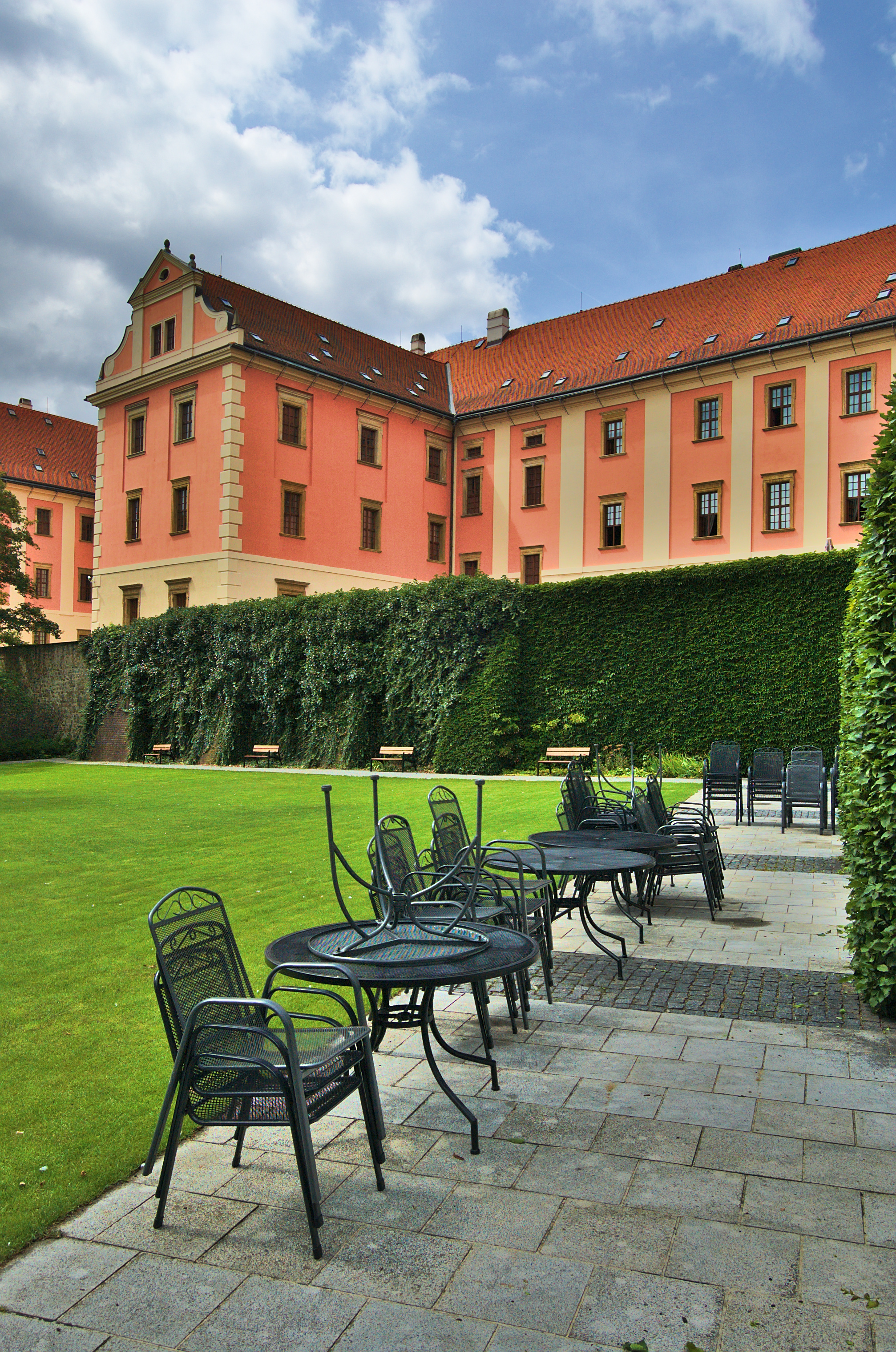
Budova katedry z dolního nádvoří
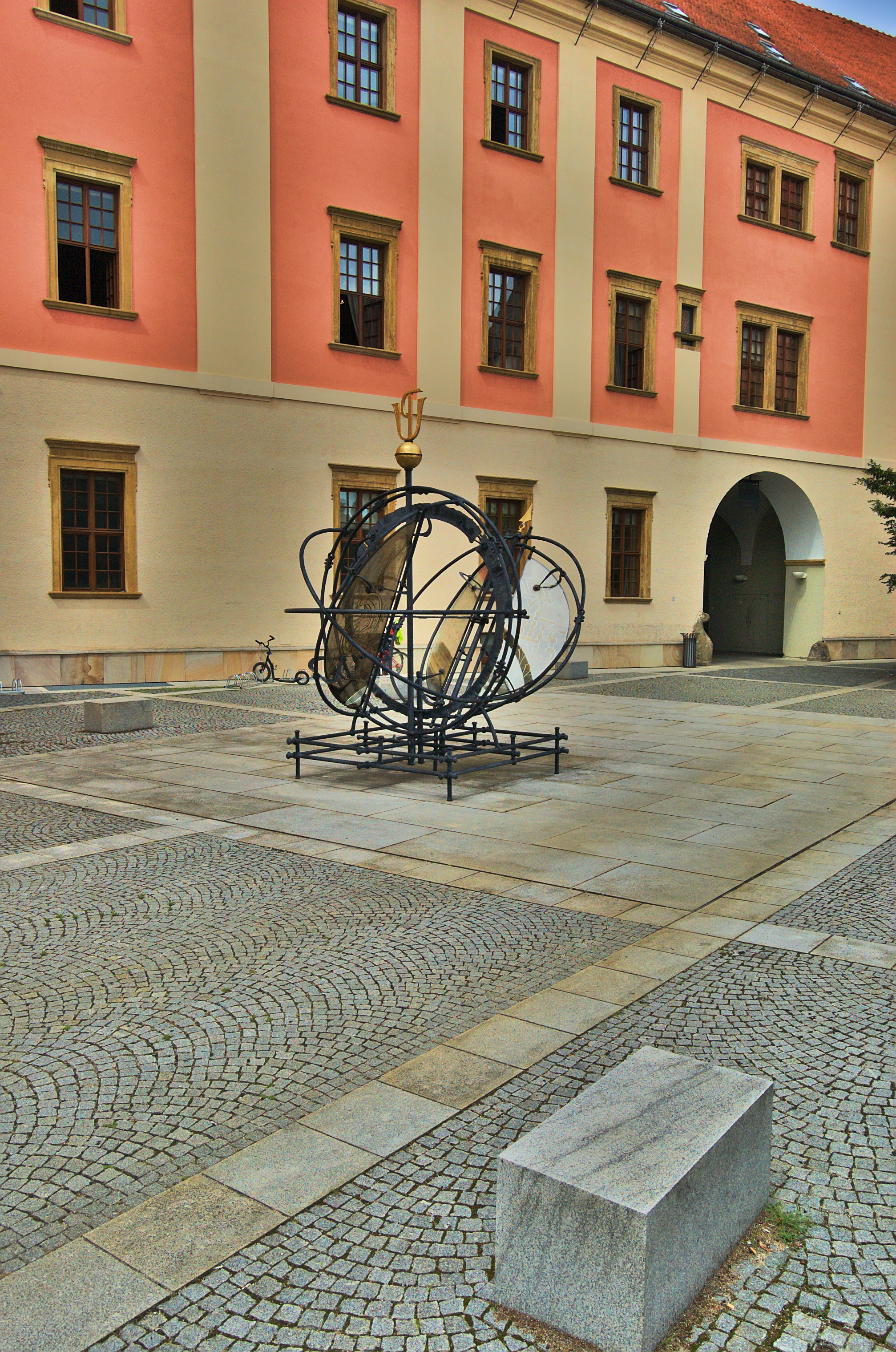
Horní nádvoří
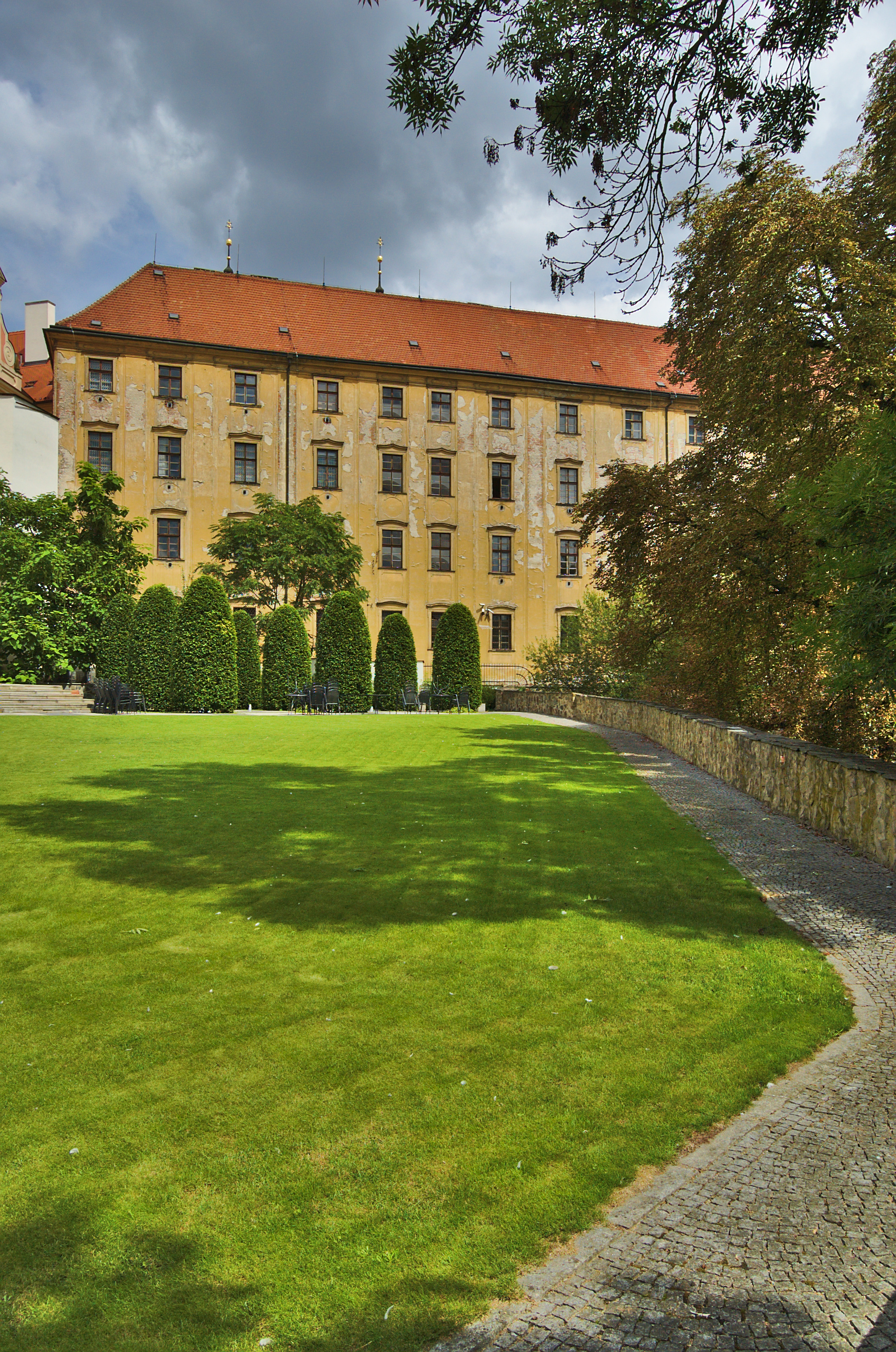
Dolní nádvoří
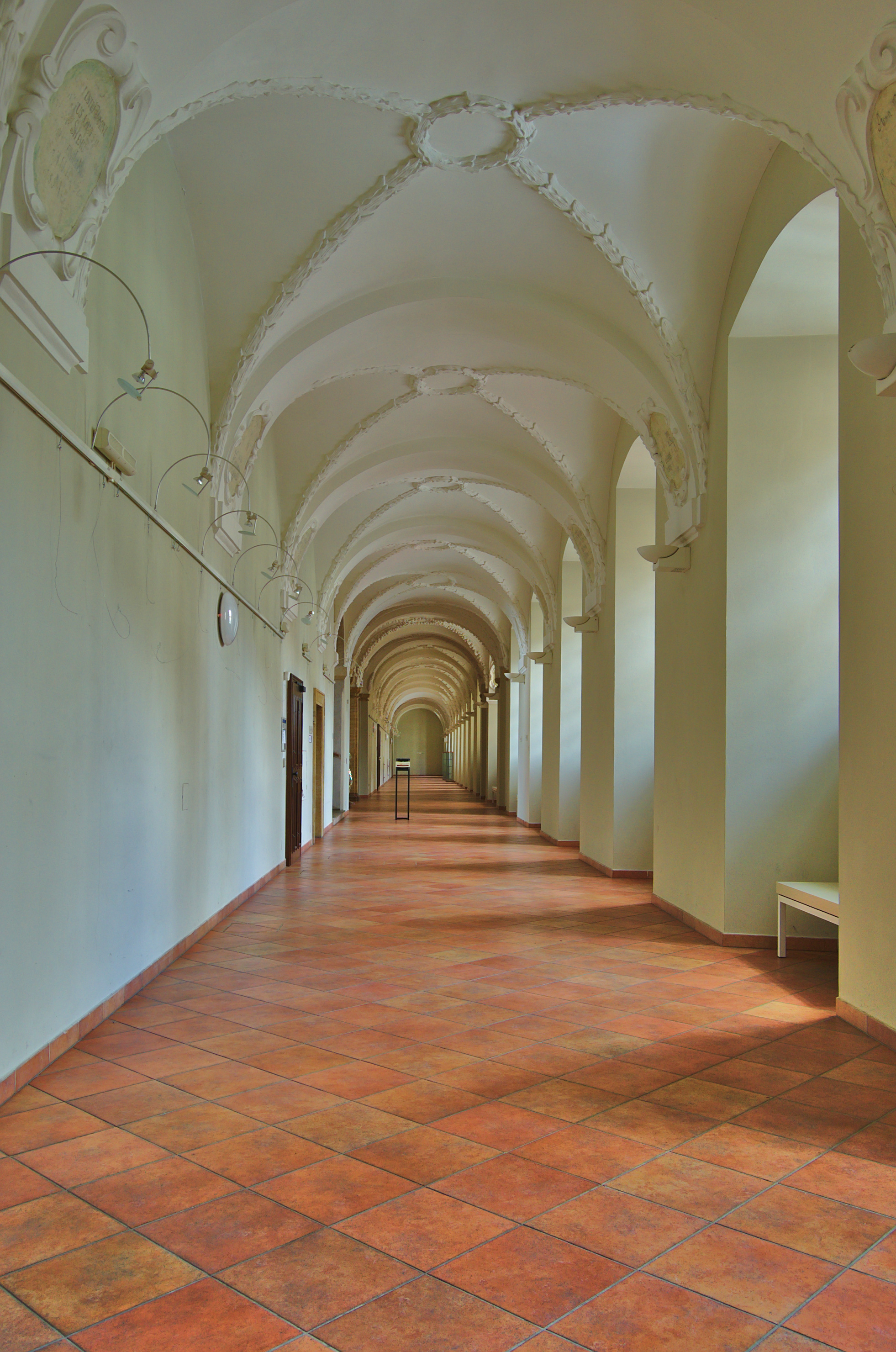
Chodba v přízemí
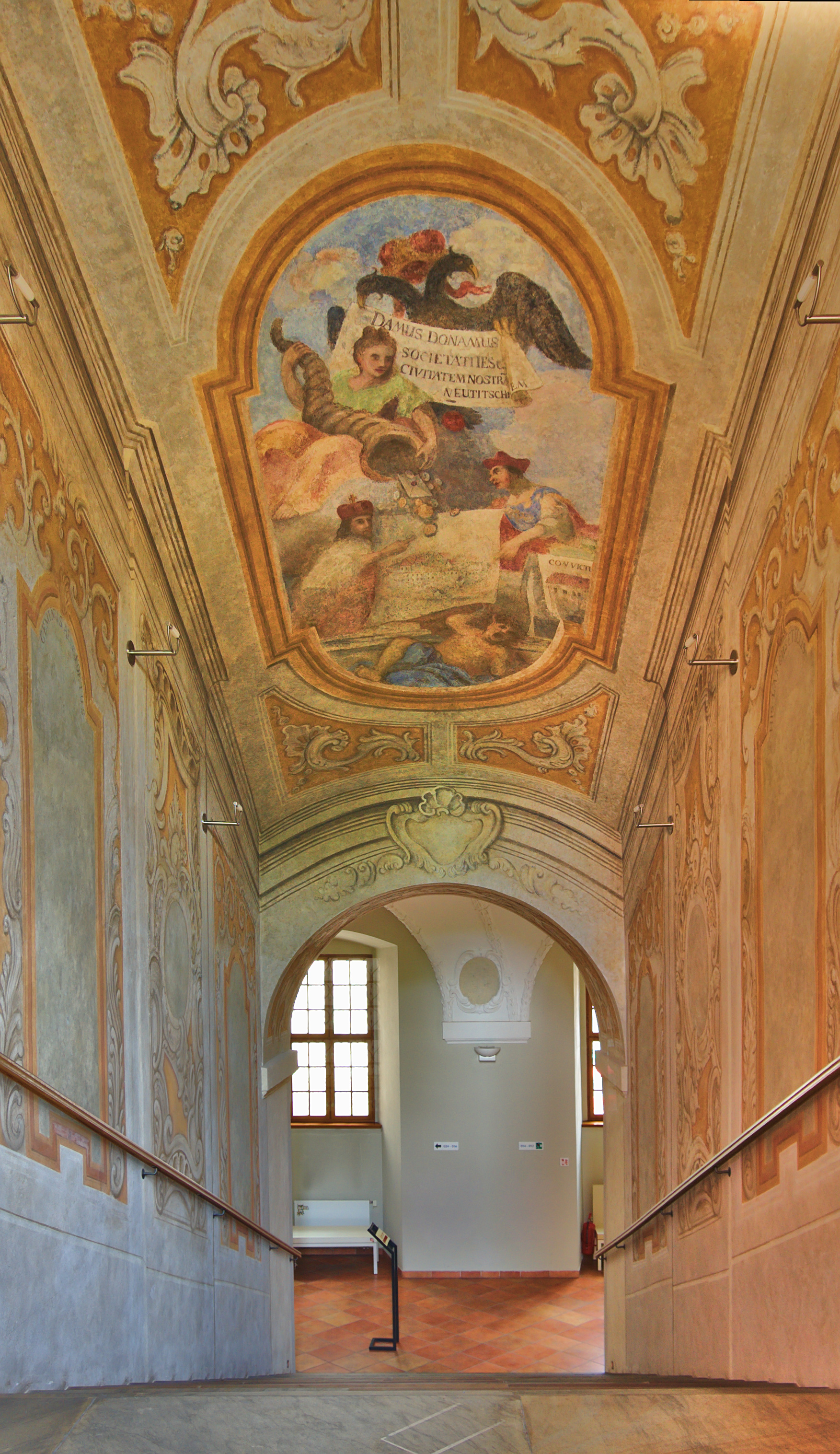
Schodiště do prvního patra